# 七公增十二
武仙座2，又名BD+43 2542，HD 142780、SAO 45788、HR 5932，是武仙座的一颗恒星，视星等为5.37，位于銀經68.68，銀緯49.87，其B1900.0坐标为赤經15h 51m 17.8s，赤緯+43° 49.87′ 47″。